# Carlos Montenegro (futbolista)
Carlos Adriel Montenegro Rodríguez (Heredia, 7 de enero de 1991) es un exfutbolista costarricense naturalizado nicaragüense.

## Selección nacional
El 7 de junio de 2019 se dio su debut con la selección de Nicaragua en el Estadio San Juan del Bicentenario contra la selección de Argentina en un partido amistoso, Montenegro disputó como titular, siendo sustituido para los minutos restantes de la parte complementaria, con la derrota 5-1.
El 3 de junio de 2019 fue convocado por el técnico Henry Duarte para disputar la Copa de Oro de la Concacaf 2019. El 16 de junio debutó en dicha competición contra la selección de Costa Rica, Montenegro disputó la totalidad de minutos en la derrota 4-0.
El 8 de septiembre de 2019 debutó en la Liga de Naciones de la Concacaf 2019-20 contra la selección de Surinam, disputando los 90 minutos en la derrota 6-0, siendo este su último partido con la selección pinolera.

### Participaciones internacionales
| Competición                             | Sede                                  | Resultado      | Partidos | Goles |
| --------------------------------------- | ------------------------------------- | -------------- | -------- | ----- |
| Copa de Oro de la Concacaf 2019         | Estados Unidos · Costa Rica · Jamaica | Fase de grupos | 1        | 0     |
| Liga de Naciones de la Concacaf 2019-20 | Concacaf                              | Fase de grupos | 1        | 0     |

## Clubes
| Club                | País       | Año            |
| ------------------- | ---------- | -------------- |
| Barrio México       | Costa Rica | 2010-2011      |
| Municipal Liberia   | Costa Rica | 2011-2012      |
| A. D. Carmelita     | Costa Rica | 2012;2013-2019 |
| La U Universitarios | Costa Rica | 2019-2020      |
| C. S. Cartaginés    | Costa Rica | 2020-2021      |
| A. D. Carmelita     | Costa Rica | 2021-2022      |
| Barrio México       | Costa Rica | 2022           |